# Rudgea jasminoides
Rudgea jasminoides är en måreväxtart som först beskrevs av Adelbert von Chamisso, och fick sitt nu gällande namn av Johannes Müller Argoviensis. Rudgea jasminoides ingår i släktet Rudgea och familjen måreväxter.

## Underarter
Arten delas in i följande underarter:
- R. j. corniculata
- R. j. jasminoides
- R. j. micrantha
- R. j. nervosa